# Sommet des BRICS 2014
Le sommet des BRICS 2014 est le sixième sommet des BRICS, groupe des cinq superpuissances émergentes que sont le Brésil, la Russie, l'Inde, la Chine et l'Afrique du Sud. Il s'est tenu les 14, 15 et 16 juillet 2014 à Fortaleza, ville du Nordeste au Brésil. Au travers de ce sommet, il faut comprendre l'hostilité plus ou moins importante qu'ont ces pays envers les États-Unis[réf. nécessaire]. En quelque sorte, les BRICS ont déclaré la guerre au dollar américain, au système de Bretton Woods, et à l'impérialisme économique américain[réf. nécessaire]. Ils estiment que l'ampleur de la puissance économique qu'ils représentent devrait être reconnue à l'international[réf. nécessaire].

## Participants
Les chefs d'État ou de gouvernement des cinq pays présents ont participé au sommet.

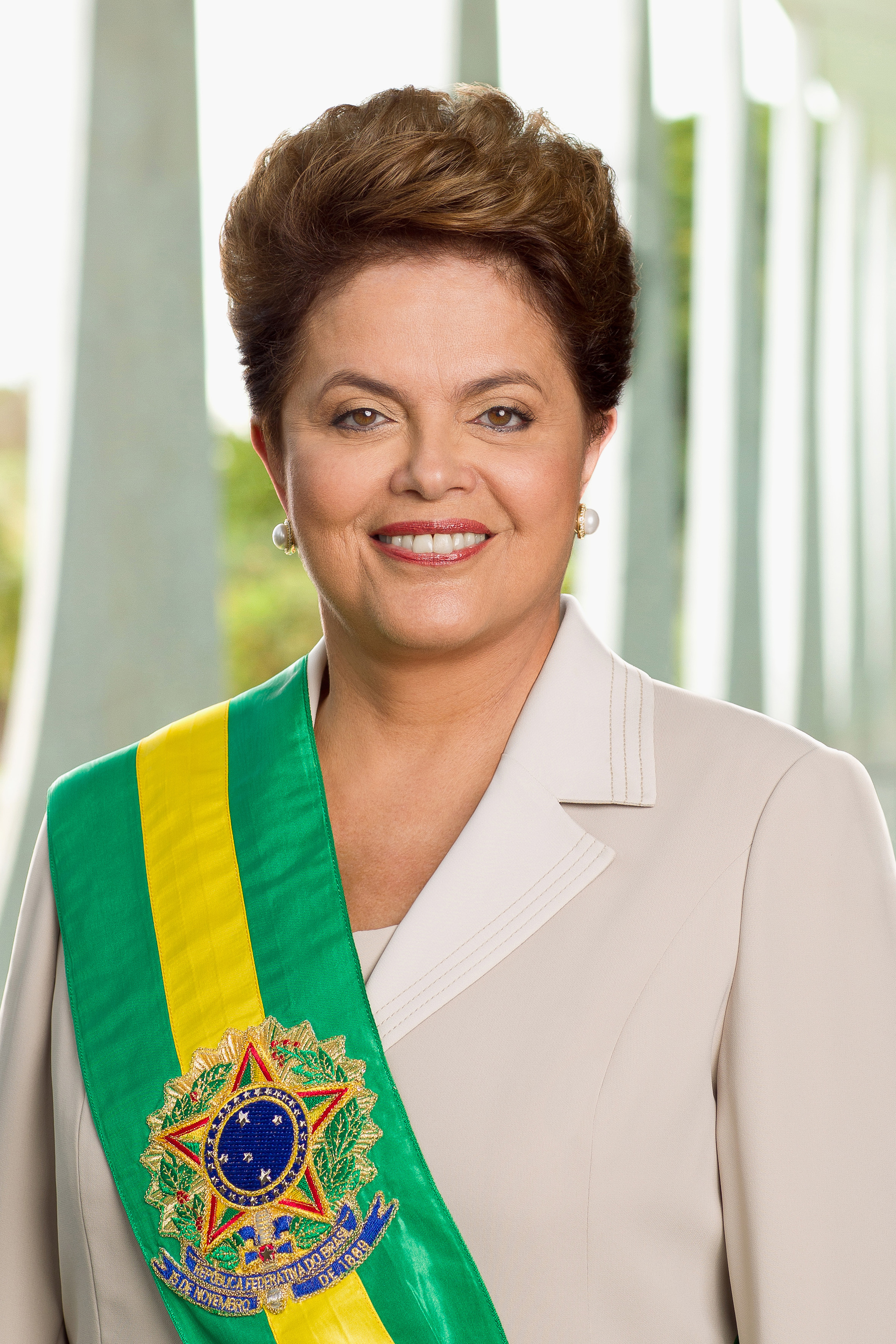
Dilma Rousseff Présidente du Brésil
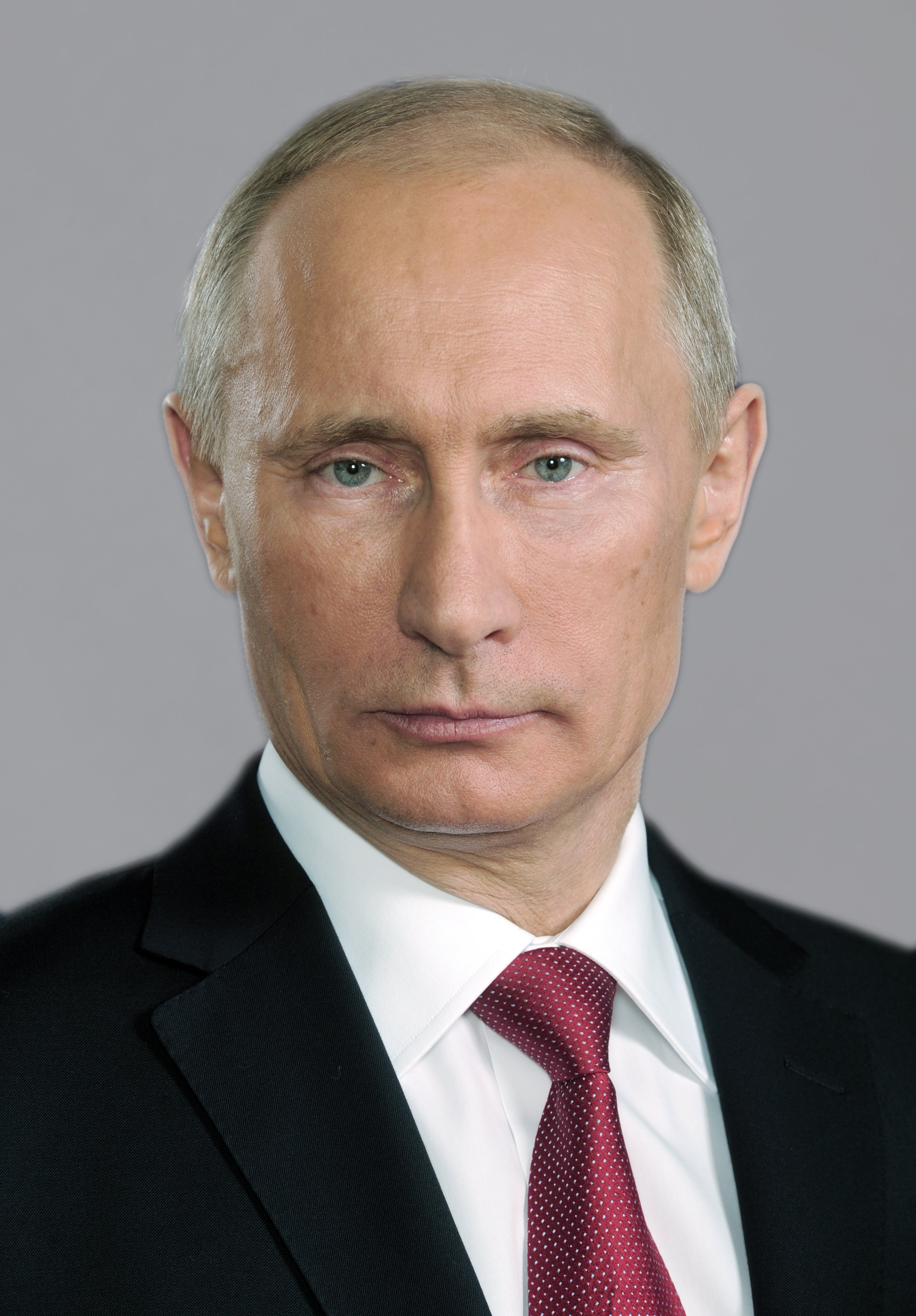
Vladimir Poutine président de la fédération de Russie
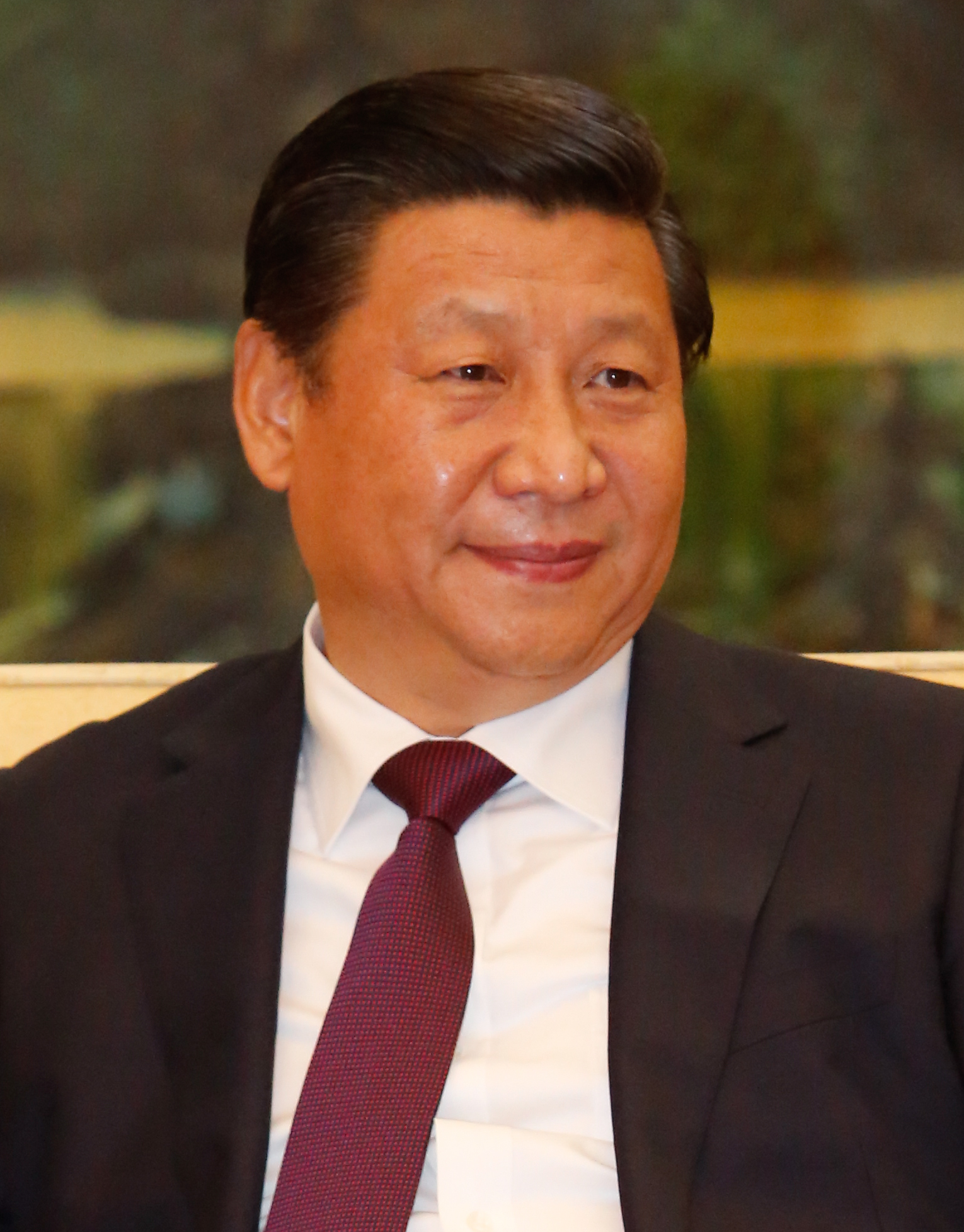
Xi Jinping Président de la Chine
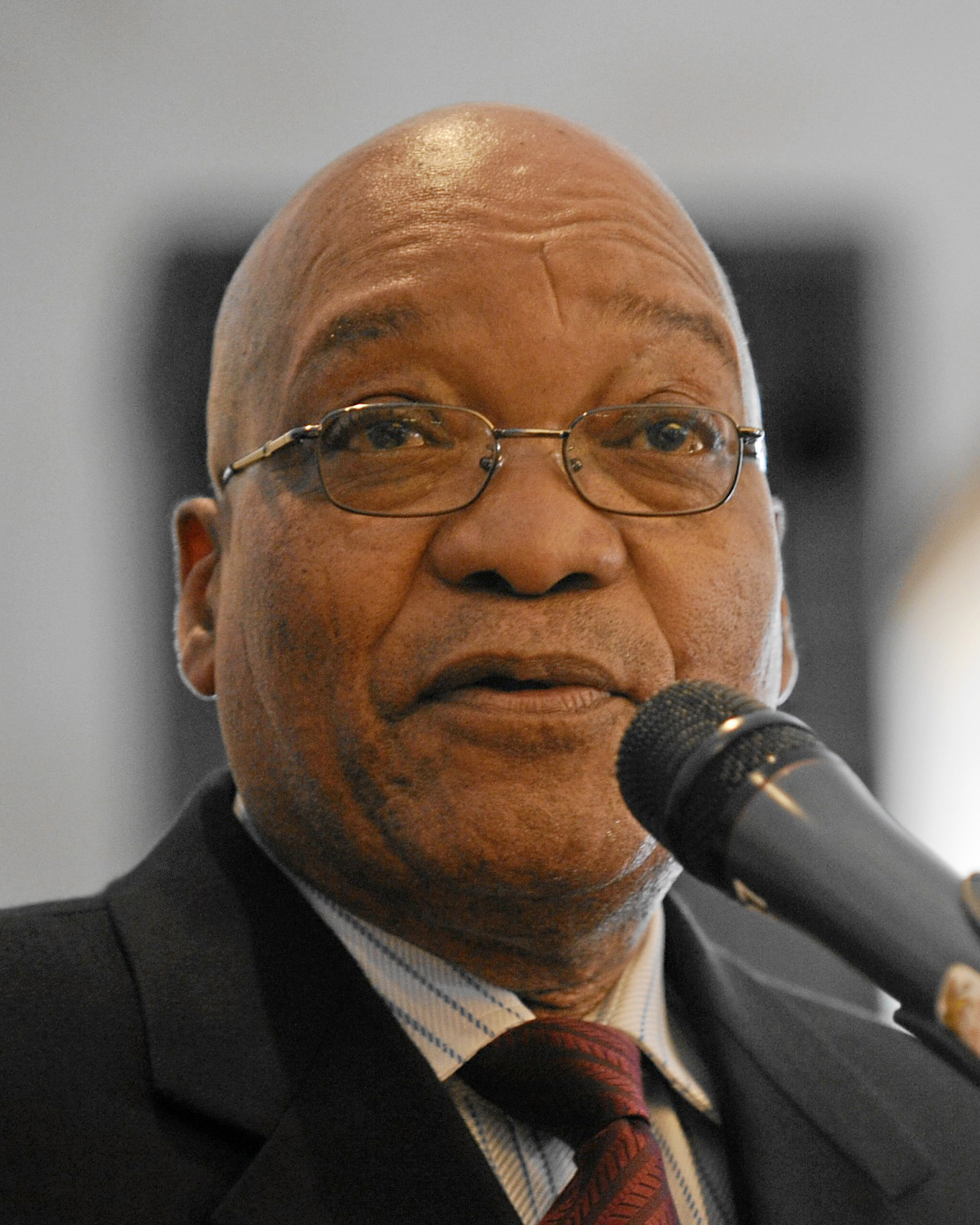
Jacob Zuma Président de l'Afrique du Sud

### Invités
Les chefs d'État suivants ont été invités au sommet.
- Argentine : Cristina Fernández de Kirchner, Présidente de l'Argentine[1],[2],[3],[4]
- Bolivie : Evo Morales, Président de la Bolivie[5]
- Chili : Michelle Bachelet, Présidente du Chili[5]
- Colombie : Juan Manuel Santos, Président de la Colombie[5]
- Équateur : Rafael Correa, Président de l'Équateur[5]
- Guyana : Donald Ramotar, Président du Guyana[5]
- Paraguay : Horacio Cartes, Président du Paraguay[5]
- Pérou : Ollanta Humala, Président du Pérou[5]
- Suriname : Dési Bouterse, President du Suriname[5]
- Uruguay : José Mujica, Président de l'Uruguay[5]
- Venezuela : Nicolás Maduro, Président du Venezuela[5]

## Événements importants

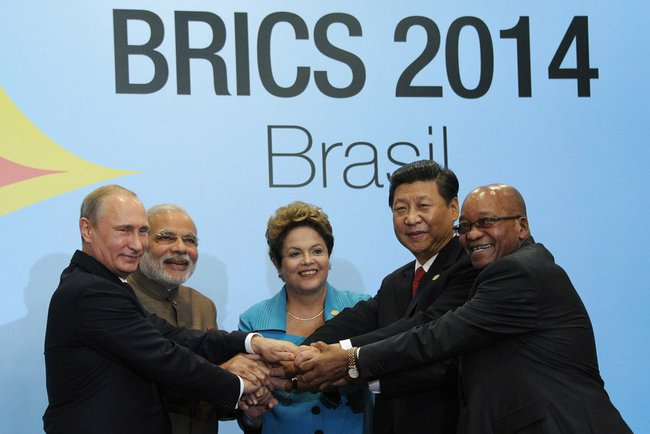
Les cinq leaders du BRICS à Fortaleza, Brésil.
De gauche à droite: Poutine, Modi, Rousseff, Xi et Zuma

- Inauguration de la Nouvelle banque de développement le 15 juillet 2014.